# ادوارد شرر
ادوارد شرر (انگلیسی: Eduard Scherrer; ۱۵ آوریل ۱۸۹۰ – ۴ ژوئیهٔ ۱۹۷۲) ورزشکار بابسلد اهل سوئیس بود.